# Užitkové letadlo

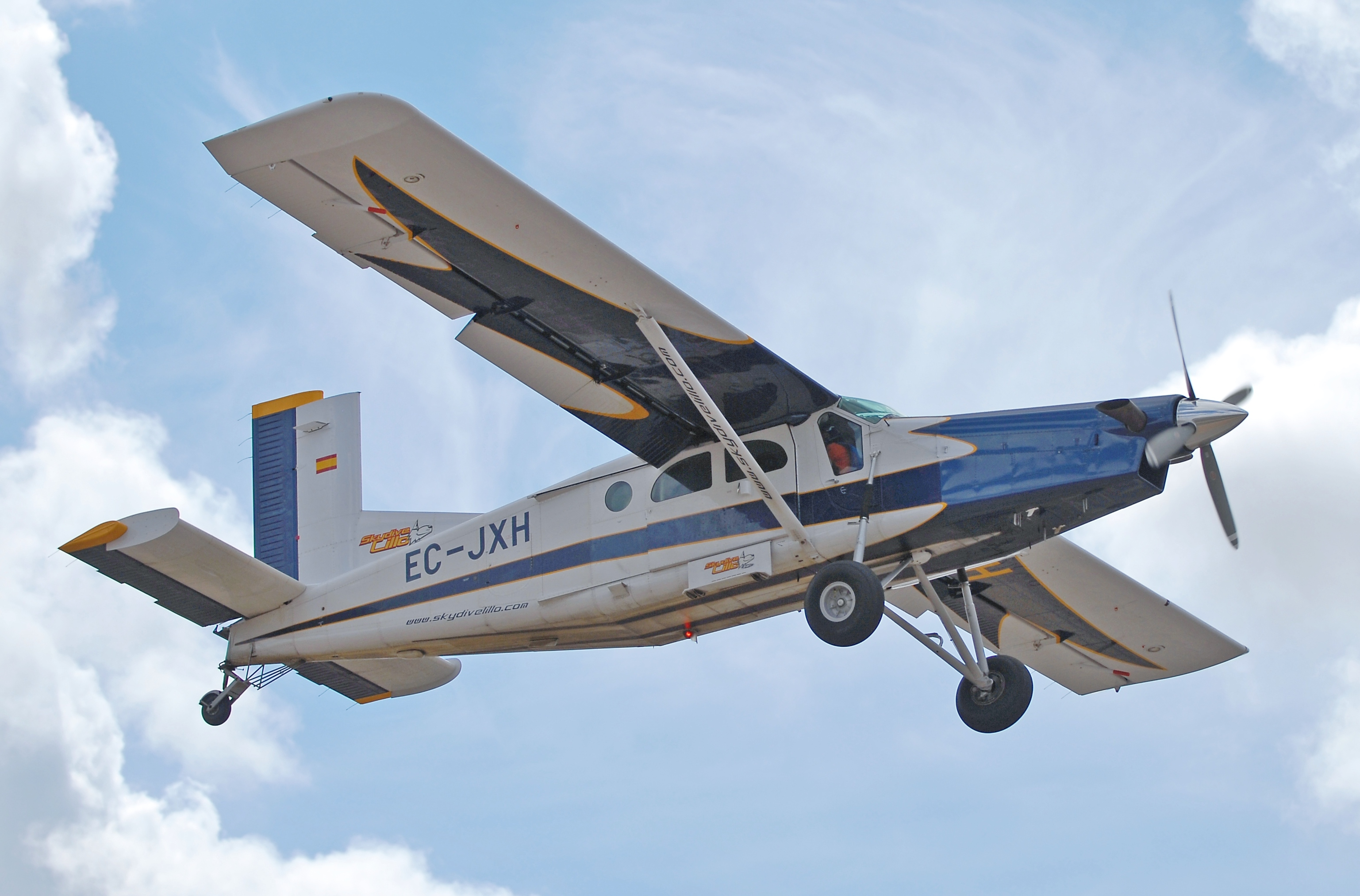
Pilatus PC-6 Porter, užitkový letoun vlastností STOL

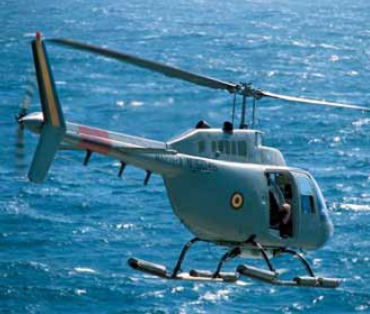
Bell 206, užitkový vrtulník

Užitkové letadlo je označení pro lehké víceúčelové letadlo, většinou užívané pro přepravu drobnějších nákladů nebo malého počtu cestujících na kratší vzdálenosti, často mimo pravidelné linky. Může však plnit i další role v rámci všeobecného letectví, například stroje užívaného pro sportovní parašutismus, zemědělského či hasicího letadla, pro něž buď specializované letadlo neexistuje, anebo se jeho pořízení danému provozovateli po ekonomické stránce nevyplatí. Užitková letadla provozovaná ozbrojenými silami mohou plnit i pomocné role v oblasti spojení, pátrání a záchrany, průzkumu anebo někdy i nést lehkou výzbroj, s níž plní role podobné letadlům palebné podpory.